# Quarzo affumicato
Il quarzo affumicato o quarzo fumé è una varietà di quarzo.

## Descrizione

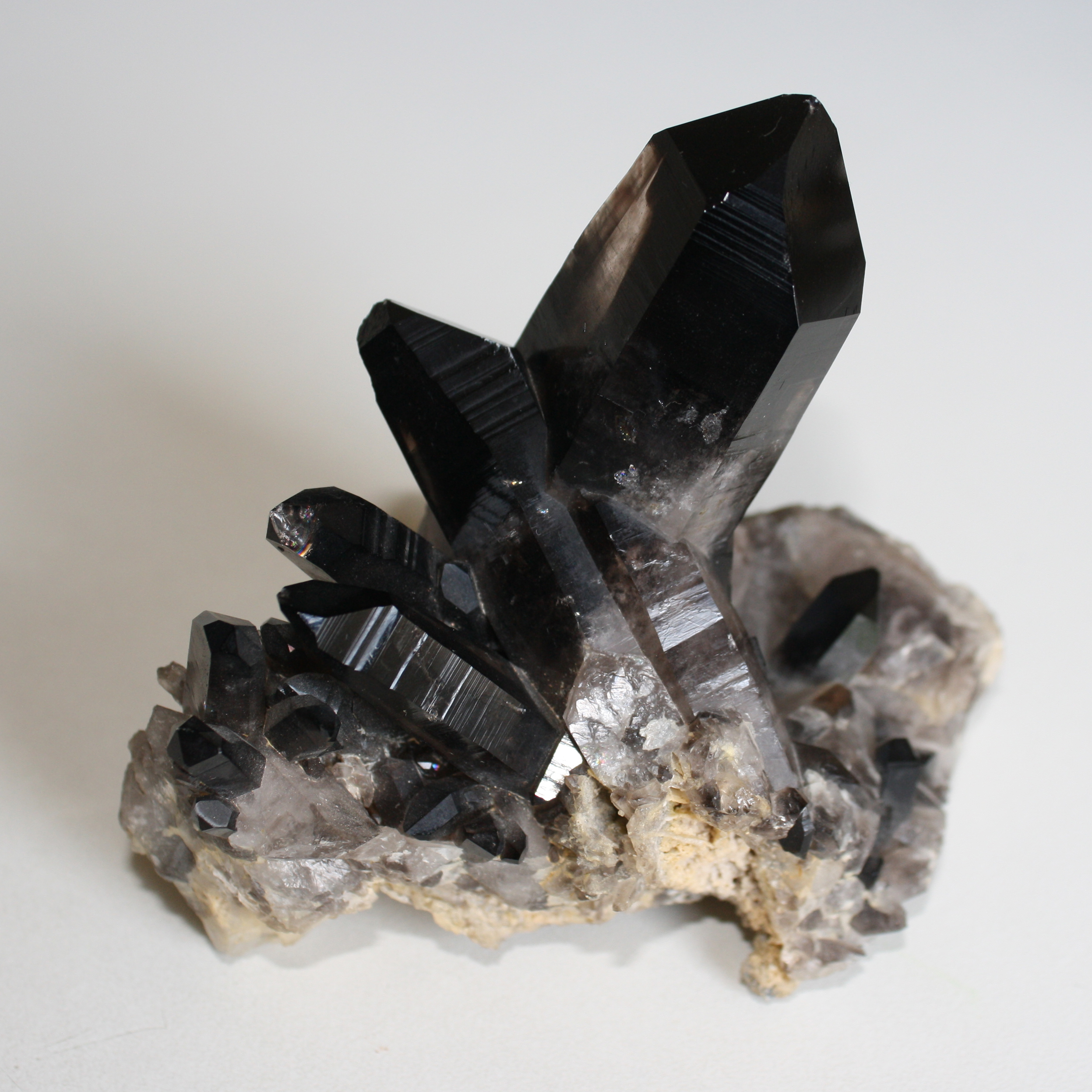
Quarzo morione

Il quarzo affumicato di colore nero viene detto anche morione ma questa varietà di quarzo può arrivare fino ad essere quasi del tutto incolore come quelli che si possono trovare nel marmo di Carrara.
Le inclusioni più frequenti, oltre quelle di alluminio, sono quelle di rutilo color biondo o rame.
Qualche campione può avere delle fessurazioni o delle pareti riflettenti.
Le varietà più intensamente colorate possono manifestare il pleocroismo che può scomparire se il minerale viene riscaldato ad una temperatura compresa tra i 300 ed i 400 °C.
Queste pietre possono venir spacciate come topazi fumé.

## Origine e giacitura
Il quarzo ha la stessa genesi del cristallo di rocca. Una volta formatosi come cristallo di rocca, viene irradiato da radioattività che gli dona la particolare coloratura.
Artificialmente si può ottenere irradiando il cristallo di rocca con raggi gamma o raggi X.
Il collezionista deve prestare attenzione a quei cristalli, provenienti dagli Stati Uniti, la cui colorazione è ottenuta irraggiandoli per un tempo variabile da 1 a 6 ore con raggi gamma, mediante una sorgente radioattiva al cobalto-60. Questo trattamento crea dei danni al reticolo cristallino, tuttavia non è osservabile nessuna radioattività nei campioni trattati in tal modo. Il riconoscimento dei quarzi affumicati artificiali richiede l'occhio attento di un esperto in materia. Un modo per riconoscere facilmente i campioni artificiali consiste nello scalfirli con l'unghia: i quarzi affumicati naturali, come tutti gli altri quarzi e tutte le pietre dure, non si scalfiscono, mentre per i motivi suaccennati ciò accade a quelli affumicati artificialmente.

## Gemmologia
È una gemma di modesto pregio (viene valutata a chili e non a carati), tuttavia vengono utilizzate le pietre con tonalità non troppo cupe.

## Località di ritrovamento
- In Europa: Stubachtal, Kalser Tal (Austria); Zingghenstock presso Passo di Grimsel; presso il ghiacciaio Tiefen nel Canton Uri ove venne trovato nell'868 campione di svariate tonnellate ed in seguito un campione di sessantasette chilogrammi circa conservato in un museo bernese; nelle fessure alpine della Svizzera; in Russia; Mangualde (Portogallo);[5]
  - In Italia: nelle valli e nelle cave ossolane; Baveno; San Pietro in Campo nell'Isola d'Elba;[5]
- Resto del mondo: in varie località brasiliane, nel Pikes Peak nel Colorado; nel New England associato a minerali radioattivi; in varie località del Madagascar.[5]